# História de The Simpsons

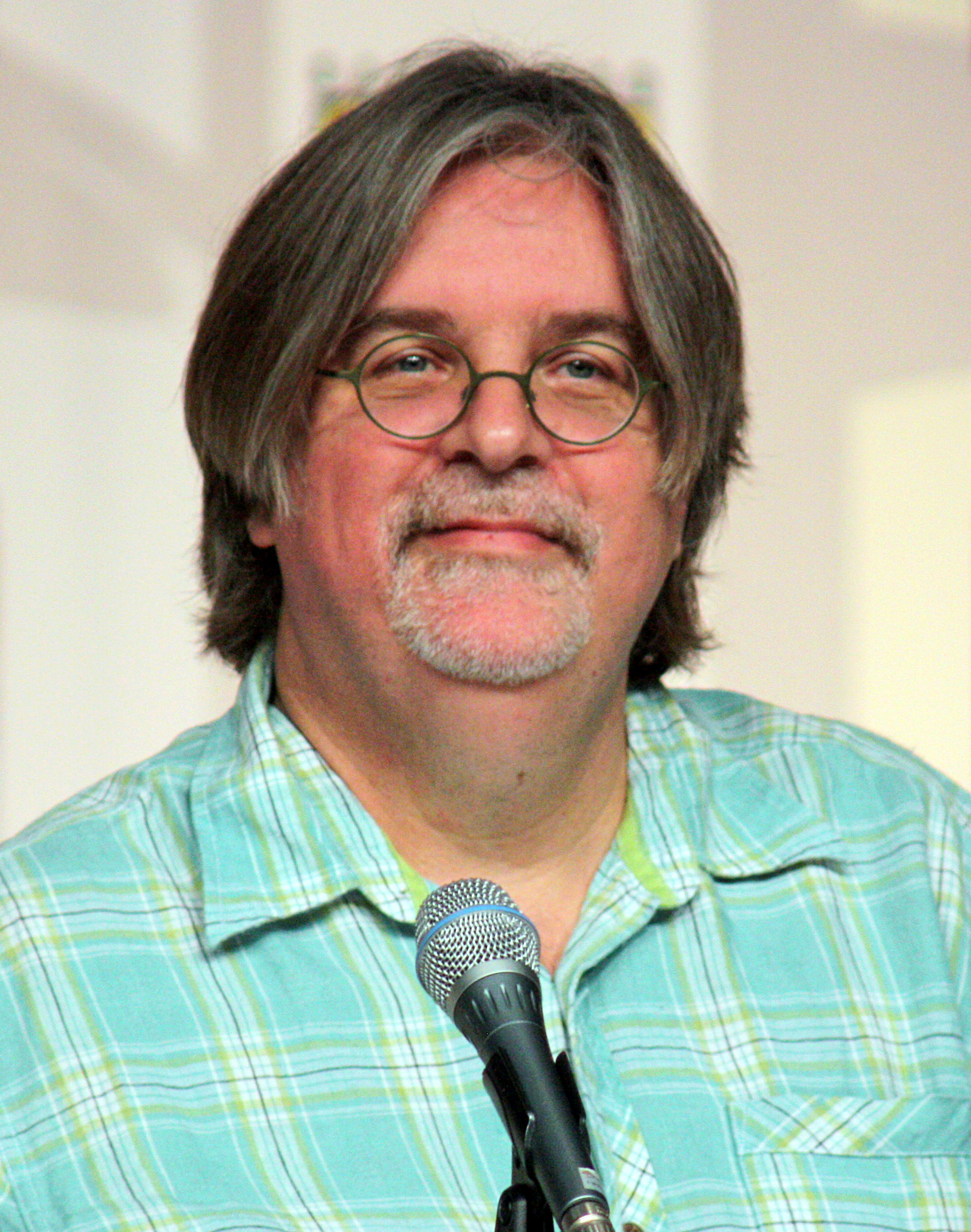
Matt Groening, criador de The Simpsons

Esta é uma história da série animada de televisão The Simpsons. O show foi criado por Matt Groening, que concebeu a ideia para os Simpsons no saguão do escritório de James L. Brooks. Ele nomeou os personagens depois de seus próprios familiares, substituindo "Bart" para seu próprio nome. A família estreou como curtas no show de variedades The Tracey Ullman Show em 19 de abril de 1987. Em 1989, os curtas foram cindidos na série The Simpsons, que estreou em 17 de dezembro de 1989. Desde então, já foram ao ar 552 episódios, 29 temporadas e o seu filme foi lançado em 2007.
O show foi polêmico desde o seu início. Bart frequentemente não recebeu punição pelo seu mau comportamento, o que levou alguns pais e os conservadores a caracterizá-lo como um modelo para as crianças pobres. Várias escolas públicas dos Estados Unidos, proibiram às crianças de assistirem a série. Em Outubro de 1990, Barbara Bush, classificou The Simpsons como a "coisa mais idiota que ela já tinha visto". Em Janeiro de 1992, o então presidente George Bush fez um discurso durante sua reeleição na qual ele disse: "Nós vamos continuar tentando fortalecer a família americana, para tornar as famílias americanas muito mais como os Waltons e um muito menos como os Simpsons". Os escritores correram atrás de uma resposta na forma de um pequeno segmento que foi ao ar três dias mais tarde antes de uma reprise de "Stark Raving Dad" em que Bart respondeu: "Hey, nós somos como os Waltons. Estamos orando por um fim para a depressão, também."
O elenco principal tem sido envolvido em disputas com a FOX. Em 1998, eles ameaçaram greve, forçando a 20th Century Fox aumentar seu salário de 30.000 dólares por episódio para US$ 125.000. Como a receita do show continuou a aumentar através da distribuição e das vendas de DVD, o elenco principal deixou de aparecer para as leituras de roteiro, em abril de 2004. O elenco pediu um aumento no seu salário para 360.000 dólares por episódio, ou US$ 8 milhões ao longo de uma temporada de 22 episódios. Em 2 de maio de 2004, os atores chegaram a um acordo com a Fox. Havia uma outra disputa em 2008, e o salário dos atores foi aumentado para 400.000 dólares por episódio. No final de 2007, os escritores de The Simpsons entraram em greve junto com o Sindicato dos Roteiristas da América. A difusão de The Simpsons não foi afetado pela greve. Uma vez que leva muito tempo para produzir um episódio de um desenho animado, os episódios estão prontos até com um ano de antecedência.
Na Temporada 14, a produção mudou de animação de cel tradicionais para tinta digital e pintura. O primeiro episódio a experimentar a coloração digital foi "Radioactive Man" em 1995. Os animadores usaram a tinta digital e a pintura durante a produção de "Tennis the Menace" episódio da décima terceira temporada, mas a Gracie Films atrasou o uso regular de tinta digital e pintura até duas temporadas depois. Em 27 de julho de 2007, The Simpsons Movie foi lançado. Tentativas anteriores de criar uma versão cinematográfica de The Simpsons falhou devido à falta de um roteiro de comprimento adequado e membros da tripulação de produção. Eventualmente, os produtores James L. Brooks, Matt Groening, Al Jean, Mike Scully e Richard Sakai iniciou o desenvolvimento do filme em 2001. Promoções foram feitas com diversas empresas, incluindo 7-Eleven, que transformou em lojas selecionadas Kwik-E-Mart. O filme foi um sucesso de bilheteria e recebeu em geral críticas positivas.

## Curtas
Os curtas foram criados pelo cartunista Matt Groening no saguão do escritório de James L. Brooks. Ele havia sido chamado para lançar uma série de curtas animados, e tinha a intenção de apresentar como a sua vida na série. Quando ele percebeu que anima "Life in Hell" exigiria que ele desista direitos de publicação de trabalho de sua vida, Groening decidiu ir em outra direção. Ele apressadamente esboçou sua versão de uma família disfuncional, e nomeou os personagens depois de sua própria família . Bart foi modelado após o irmão mais velho Groening, Mark, mas recebe um nome diferente, que foi escolhido como um anagrama de "brat". As histórias escritas e o storyboard foram realizadas por Matt Groening. A família estava mal desenhada, como queria fornecer alguns esboços simples para os animadores, admitindo que seria fixo, mas eles simplesmente seguiram o modelo. A animação foi produzida domesticamente por Klasky Csupo, com Wesley Archer, David Silverman, e Bill Kopp sendo animadores para a primeira temporada. Depois da primeira temporada, foi animada por Archer e Silverman. Georgie Peluse foi o colorista e a pessoa que decidiu fazer os personagens amarelos.
Os atores que expressaram os personagens, depois reprisaram seu papel em The Simpsons. Dan Castellaneta realizou as vozes de Homer Simpson, Abraham Simpson e de Krusty. A voz de Homer, ficou em sons diferentes nas curtas em comparação com a maioria dos episódios do show de meia hora. Nas curtas, sua voz é uma impressão solta de Walter Matthau, que é mais robusto e bem-humorado sobre o show de meia hora, permitindo Homer cobrir uma gama mais completa de emoções. Castellaneta tinha sido parte do elenco regular de The Tracey Ullman Show e tinha feito alguma voz sobre o trabalho em Chicago ao lado de sua esposa Deb Lacusta. As vozes eram necessárias para as curtas, então os produtores decidiram pedir Castellaneta, assim como Julie Kavner a voz de Homer e Marge, ao invés de contratar mais atores.Nancy Cartwright e Yeardley Smith realizaram as vozes de Bart e Lisa, respectivamente. As gravaçãoes das curtas foram muitas vezes primitivas;. De acordo com Cartwright, o diálogo para as curtas, foram gravados em um toca-fitas portátil em um estúdio improvisado, que consistiu na suíte, um engenheiro de vídeo, acima da arquibancada no set.

## O show de meia hora

### A primeira temporada
Em 1989, uma equipe de empresas de produção adaptaram The Simpsons em uma série de meia hora para a Fox Broadcasting Company. A equipe incluía o que é agora o Klasky Csupo animation house. Jim Brooks negociou uma cláusula no contrato com a rede Fox que impediu a Fox de interferir com o conteúdo do programa. Groening disse que seu objetivo na criação do show foi a de oferecer ao público uma alternativa ao que ele chamou de "lixo" o que estavam assistindo. A série de meia hora estreou em 17 de dezembro de 1989 com o "Simpsons Roasting on an Open Fire", um especial de Natal.
A série foi originalmente definida para estreia no segundo semestre de 1989 com o episódio "Some Enchanted Evening", que foi concebida para introduzir os personagens principais. No entanto, durante a primeira exibição do episódio, os produtores descobriram que a animação foi tão terrível que 70% do episódio precisava ser refeito. Os produtores considerados de abortar a série no próximo episódio ("Bart the Genius") acabou tão ruim, mas ela só sofria de problemas facilmente solucionáveis. Os produtores convenceram a Fox para mover a estreia para 17 de dezembro e foi ao ar "Simpsons Roasting on an Open Fire" como o primeiro episódio da série.

#### Bartmania
O show foi polêmica desde o seu início. O personagem principal rebelde na época, Bart, frequentemente não recebeu punição por seu mau comportamento, o que levou alguns pais e os conservadores a caracterizá-lo como um modelo para as crianças pobres. Várias escolas públicas dos EUA proibiram as crianças de assistirem e comprarem produtos de The Simpsons. Apesar da proibição, a mercadoria Simpsons vendeu bem e gerou EUA US$2 bilhões em receitas durante os primeiros 14 meses de vendas.

### 2ª temporada em diante
"Two Cars in Every Garage and Three Eyes on Every Fish" foi o primeiro episódio produzido para a temporada, mas "Bart Gets an F" foi ao ar em primeiro lugar porque Bart era popular na época e os produtores queriam estrear com um episódio temático. A segunda temporada contou com uma nova sequência de abertura, que foi encurtada em 15 segundos do seu comprimento inicial de cerca de 1 minuto e 30 segundos. A sequência de abertura para a primeira temporada mostrou Bart roubando uma placa de ônibus, já a nova sequência, apresenta Bart andando de Skate, passando e apresentado-lhe vários personagens que tinham sido introduzidos durante a temporada anterior. 
A partir desta temporada, havia três versões da abertura: um minuto aproximadamente um total de 15 segundos na segunda versão longa, uma versão de 45 segundos e uma versão de 25 segundos. Isso deu aos editores do show mais liberdade.
Devido ao sucesso do show, durante o verão de 1990, a rede Fox decidiu mudar o horário de The Simpsons. Passaria a ser transmitido às 8:00 na noite de domingo e ao mesmo tempo na quinta-feira onde ele iria competir com The Cosby Show, o número um entre os shows na época. Muitos dos produtores, incluindo James L. Brooks, foram contra o movimento, porque The Simpsons tinha entrado no top 10 de audiência, enquanto no domingo a sua audiência iria despencar. Durante todo o verão de 1990, vários pontos de notícias publicaram histórias sobre  "Bill vs Bart", como uma "suposta rivalidade". The Cosby Show bateu os Simpsons todo o momento durante a segunda temporada e The Simpsons caiu do top 10 de audiência. Não seria até "Homer at the Bat" terceiro episódio que The Simpsons batia The Cosby Show na classificação. O show permaneceu em seu horário de quinta-feira até a 6ª temporada.

### Disputa com George W. Bush
Em Outubro de 1990, Barbara Bush, classificou The Simpsons como a "coisa mais idiota que ela já tinha visto".
Em 27 de janeiro de 1992 o então atual presidente, George Bush fez um discurso durante sua campanha de reeleição que reacendeu a rivalidade entre os Simpsons e os Bushs. Nesse ponto, os valores da família foram a pedra angular da plataforma da campanha de Bush. Então ele deu o seguinte discurso na convenção do  National Religious Broadcaster's, em Washington. "Nós vamos continuar tentando fortalecer a família americana, para tornar as famílias americanas muito mais como os Waltons e muito menos como os Simpsons".
A próxima transmissão dos Simpsons foi uma reprise de "Stark Raving Dad" em 30 de janeiro. Em que a transmissão não foi incluída às pressas uma nova abertura, que foi uma resposta ao discurso de Bush. A cena começa na sala de estar Simpsons. Homer, Patty e Selma sentam no sofá. Maggie está na sua cadeira alta ao lado do sofá. Bart e Lisa estão esparramado no tapete. Todos eles olham para a TV e assistem o discurso de Bush. Quando Bush diz: "Precisamos de uma nação mais perto dos Waltons do que dos Simpsons", Bart responde: "Hey, nós somos como os Waltons. Estamos orando por um fim à Grande Depressão, também."
A disputa levou à ideia para o episódio "Two Bad Neighbors", que tem George e Barbara entrando na casa do outro lado da rua dos Simpsons.

### Controvérsia com New Orleans
Durante a quarta temporada no episódio "A Streetcar Named Marge" foi produzido um musical. O musical dentro do episódio contém uma música polêmica sobre New Orleans, que descreve a cidade como um "lar de piratas, bêbados e prostitutas", entre outras coisas. Jeff Martin, o escritor do episódio, queria dizer que a canção fosse uma paródia do número de abertura em Sweeney Todd:The Demon Barber of Fleet Street, que fala de Londres de um jeito polêmico. Al Jean explicou mais tarde que os dois personagens deveriam sair do teatro com nojo, mas nenhum dos atores da voz poderiam fornecer um sotaque convincente.
Antes da estreia da quarta temporada, os produtores enviaram os dois episódios aos críticos: "Kamp Krusty" e "A Streetcar Named Marge". Um crítico de New Orleans tinha visto "A Streetcar Named Marge" e publicado a letra da canção em seu jornal antes que o episódio ir ao ar. Muitos leitores tomaram as letras fora de contexto, e da filial da Fox em New Orleans, WNOL, recebeu cerca de cem reclamações no dia do episódio antes mesmo de ir ao ar. Várias estações de rádio locais também realizaram protestos no ar, em resposta à canção.
Os produtores de The Simpsons correram para uma frase no quadro-negro para "Homer o Herege", que foi ao ar uma semana depois de "A Streetcar Named Marge". Ele dizia: "Eu não vou difamar New Orleans." A frase foi sua tentativa de "desculpas" para a música e esperamos trazer a controvérsia a um fim. "Nós não percebemos as pessoas iriam ficar tão loucas", disse Al Jean. "Foi a melhor desculpa que poderiamos ver acima de oito palavras ou menos".

### Ação judicial de Tracey Ullman
Tracey Ullman moveu uma ação em 1992, alegando que seu show foi a fonte do sucesso de The Simpsons, e, portanto, deve receber uma parte dos lucros do show. "Eu amamento os diabinhos", foi o que Tracey Ullman disse certa vez sobre The Simpsons. Ela queria uma parte do merchandising de The Simpsons "os lucros brutos" e acreditava que ela tinha direito a US$ 2,5 milhões da Fox, o que é estimado em US$ 50 milhões em 1992. A rede Fox havia pago a 58.000 dólares em royalties para The Simpsons assim como US$ 3 milhões para o 3 temporadas ½ de seu programa estava no ar. Eventualmente, os tribunais decidiram a favor da rede .

### A polêmica com o Rio de Janeiro
Em 2002, o episódio "Blame It on Lisa", retratava de modo ofensivo o Rio de Janeiro. O povo brasileiro, ameaçou processar os produtores. As palavras exatas da diretoria foram "O que realmente feriu foi a ideia dos macacos, a imagem que o Rio de Janeiro era uma selva ... É uma imagem completamente irreal da cidade". Presidente brasileiro Fernando Henrique Cardoso achou que fosse "uma visão distorcida da realidade brasileira". O Rio de Janeiro tinha apenas gastado milhões promovendo a cidade internacionalmente. Sua reputação já estava danificada por causa de um surto de dengue, alguns anos antes. Os produtores se desculparam e a questão não ia ir mais longe. No entanto, foi notícia internacional por um tempo.